# Таннат
Танна(т) (фр. Tannat) — сорт чёрного винограда, используемый для производства красных вин — преимущественно на юго-западе Франции и в Уругвае. Отличается крайне высоким содержанием  танинов и иных антиоксидантов, включая ресвератрол.

## История и география
Один из традиционных сортов юго-запада Франции (хотя его родину ампелографы ищут к югу от Пиренеев). Вероятно, принадлежит к тому же семейству сортов, что и мальбек.
В Кагоре, где из танната или родственного сорта (например, негретта) в Средние века производили «чёрные вина» с высоким содержанием танинов, уступил свои позиции мальбеку, хотя и продолжает возделываться. Поскольку считалось, что «чёрные вина» укрепляют сердечно-сосудистую систему и благодатно воздействуют на желудок, их поставляли к столу королям и герцогам Англии. Кроме того, кагорскими «чёрными винами» улучшали цвет и качество вин Бордо. Необходимость в этом отпала только после распространения в Бордо мелкоплодного толстокожего винограда, ныне известного под названием каберне-совиньон.
Ныне таннат — основная лоза аппеллясьона Мадиран, где он должен составлять не менее 60% лоз на виноградниках. В аппеллясьонах высшего уровня (AOC) Беарн и Ирулеги из него готовят купажные красные и розовые вина, причём в первом из них таннат составляет не менее 50% виноматериалов. Разрешён также в двух зонах VDQS – Тюрсане и Кот-де Мон. 
В XIX веке Паскуаль Арриаг (Harriague), баск из Лабурдана, привёз таннат в Уругвай, где он стал самым распространённым сортом и получил в честь него название Harriague. В небольших количествах возделывается также в Аргентине, США, ЮАР.

## Характеристики

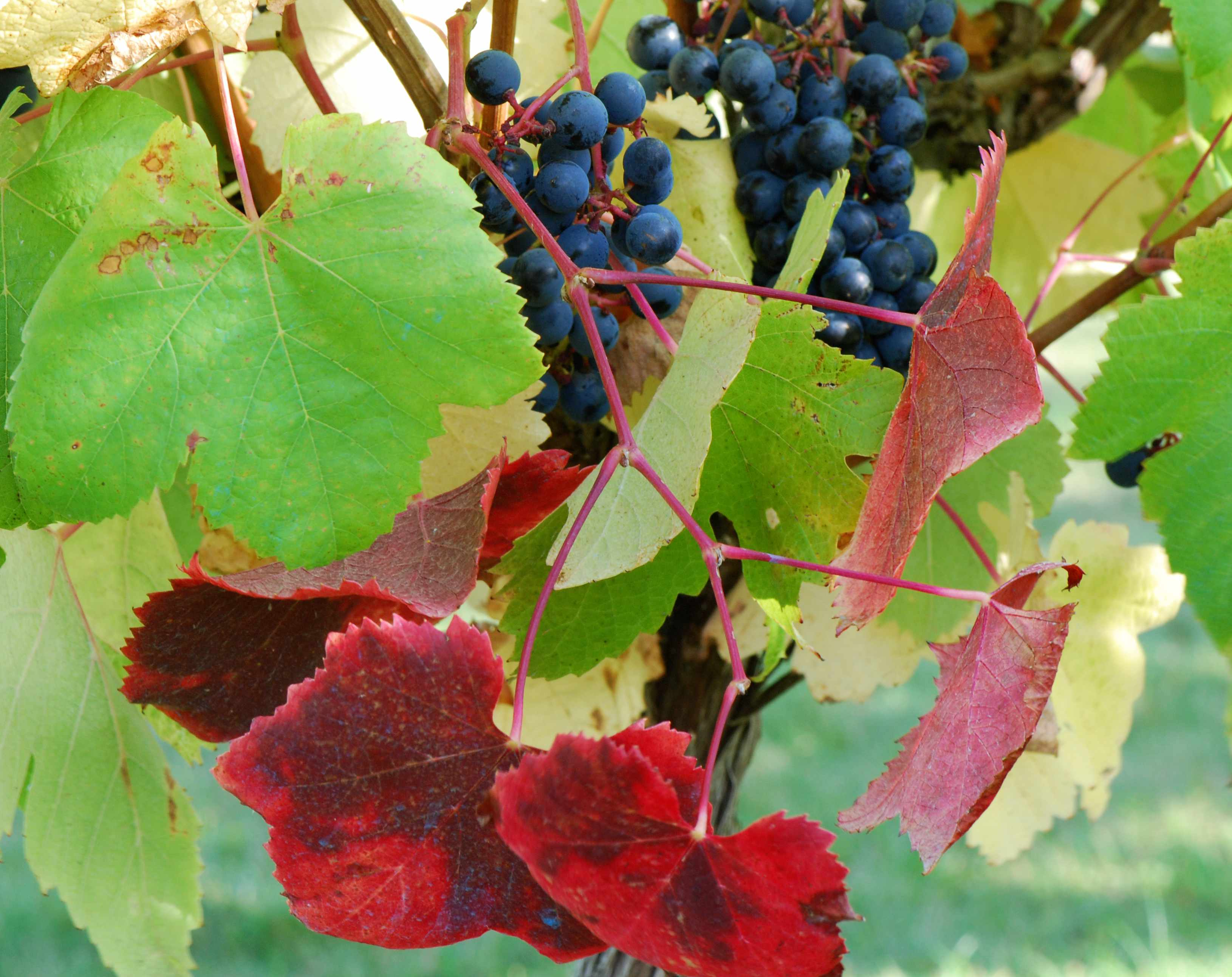
Листья и гроздья танната

Сорт поздний. Сила роста лозы слабая, пасынков немного. Лист средний, плотный, темно зелёный, округлый, слаборассечёный.  Гроздь средняя. Ягоды средней величины, округлые, тёмно-синие, толстокожие. Урожайность этого сорта винограда сильно зависит от условий, но, как правило, невысока. Неустойчив к филлоксере.
Один из самых танинных сортов, терпкого вкуса, откуда и название. Вина из танната принадлежат к числу самых тёмных (наряду с винами из дюрифа). Попытка мадиранцев смягчить танины местного вина привела к открытию микрооксидации.